# Married?
Married? è un film muto del 1926 diretto da George Terwilliger.

## Trama
Dennis Shawn è capo di una squadra di boscaioli che lavora nella tenuta di Marcia Livingstone, l'unica erede della proprietà, una ragazza moderna i cui soli interessi sono il bere e il jazz. Quando una grossa compagnia vuole mettere le mani sulla sua proprietà e su quella della sua vicina, Marcia si mette d'accordo con l'altra proprietaria, una vecchia signora, per rifiutare l'offerta. La vicina, però, le chiede in cambio di poterle scegliere il marito e Marcia accetta. L'uomo prescelto non è altri che Dennis e i due si sposano per telefono. Quando però il caposquadra pretende che la moglie lo raggiunga, Marcia rifiuta di andare a vivere con lui che, allora, viene a rapire la ragazza portandola via dai lussi di Park Avenue per la rude vita nelle foreste del Nordamerica. I due impareranno ad amarsi, conservando intatta l'azienda Livingtone.

## Produzione
Il film fu prodotto dalla Herman Jans.

## Distribuzione
Distribuito dalla Renown Pictures, il film uscì nelle sale cinematografiche statunitensi il 17 febbraio 1926.
Variety recensì il film due volte: la prima, il 26 febbraio, con il titolo Married e dalla durata di sessanta minuti; la seconda, il 19 maggio 1926, intitolato Married?, lungo cinquantacinque minuti.